# James Earl Jones
James Earl Jones (17. ledna 1931, Arkabutla, Mississippi, USA – 9. září 2024, Dutchess County, New York, USA)  byl americký herec a moderátor, syn herce a někdejšího šampióna v boxu Roberta Earla Jonese, dvojnásobný držitel prestižní divadelní ceny Tony i televizní ceny Grammy.

## Biografie
Pocházel z herecké rodiny, jeho otec Robert Earl Jones byl herec a boxer, matka Ruth Connolly byla učitelka.
Své dětství prožil na venkovské farmě v Michiganu u svých prarodičů. Po maturitě na střední škole chtěl studovat medicínu, nicméně v roce 1953 absolvoval studium dramatického umění na michiganské univerzitě v Ann Arboru, kterou ukončil doktorátem. Během studií se stal rezervním důstojníkem Americké armády, posléze pak v Americké armádě sloužil jako důstojník v průběhu Korejské války.
Zpočátku hrál především v divadlech jak v Michiganu tak i v New Yorku na Broadwayi. Jeho největší úspěch se dostavil v roce 1966 poté, co ztvárnil postavu boxera ve hře Velká naděje bílých, za kterou posléze obdržel i významnou americkou divadelní cenu Tony. Tuto postavu pak hrál i ve stejnojmenném filmu a byl za ni v roce 1970 nominován i na Oscara. V roce 1986 obdržel další cenu Tony za své účinkování v divadelní hře Fences.
Měl velmi charakteristický, zvučný a jasný hlas v basové poloze, který se dobře uplatňuje i v dabingu, zejména u animovaných seriálů, v televizních reklamách i při moderování. V roce 1990 propůjčil svůj hlas také stanici CNN a namluvil slogany „This is CNN“ a „This is CNN international“. V roce 2013 byly tyto slogany obnoveny na obou stanicích. Propůjčil hlas zpravodajskému pořadu CNN NewDay a dal mimo jiné i hlas Darthu Vaderovi v původní trilogii Hvězdných Válek a světoznámé básni Havran od Edgara Allana Poea. Se svým hlasem se k Darthu Vaderovi vrátil v roce 2022 v seriálu Obi-Wan Kenobi.
Ve filmu většinou hrával povětšinou pouze menší nebo jen epizodní role, kterých ztvárnil velké množství. Mnohem více se uplatnil v televizi, kde v roce 1991 získal hned dvě ceny Emmy za televizní seriál Oheň Gabrielův a snímek Horká vlna.
Šlo o velmi váženého a všeobecně uznávaného umělce, který se stal čestným doktorem umění a stal se i nositelem americké národní medaile za umění.

## Osobní život
Byl dvakrát ženatý, poprvé se oženil s herečkou Julienne Marie v roce 1967, manželství skončilo rozvodem. Podruhé se v roce 1982 oženil s herečkou Cecilií Hartovou, s ní měl syna, který se jmenuje Flynn Earl Jones. Dále měl bratra, který se jmenuje Matthew Earl Jones.

## Filmografie, výběr

### Televize
- 1952 U nás ve Springfieldu (seriál)
- 1966 Tarzan (seriál)
- 1974 Král Lear
- 1977 Ježíš Nazaretský (seriál)
- 1979 Paris (seriál)
- 1979 Kořeny (seriál)
- 1979 Paul Robeson
- 1985 Me and Mom (seriál)
- 1990 Oheň Gabrielův (seriál)
- 1990 Horká vlna
- 1998 Merlin

### Film
- 1970 Velká naděje bílých
- 1976 Nepřemožitelný bukanýr
- 1977 Dvojčata
- 1977 Scott Joplin (Scott Joplin)
- 1982 Barbar Conan
- 1990 Hon na ponorku
- 1988 Cesta do Ameriky (král fiktivní země Zamunda)
- 1994 Bláznivá střela 33 a 1/3: Poslední trapas
- 1994 Lví král (Mufasa)
- 1995 Jefferson v Paříži
- 1997 Gang policajtů
- 1998 Lví král 2: Simbův příběh (Mufasa)
- 1999 Strážný anděl
- 2019 Lví král (Mufasa)